# Horváth Döme
Horváth Döme (Kecskemét, 1819. október 16. – Kecskemét, 1899. február 14.) író, jogász, országgyűlési képviselő, királyi ítélőtáblai tanácselnök, Horváth Cirill József filozófus, egyetemi tanár testvéröccse.

## Élete
Horváth József és Végh Erzsébet egyszerű kézműves szülők gyermekeként született. A középiskola első osztályait az ottani kegyestanítórendiek gimnáziumában végezte. Korán árvaságra jutott és így a gimnázium utolsó éveit legidősebb testvére, Cirill védszárnyai és vezetése alatt Szegeden és Budán végezte, bölcseleti tanulmányait pedig a szegedi kegyesrendi líceumban fejezte be. A jogtudományt a pesti egyetemen és az egri érseki akadémián hallgatta.
1841-ben ügyvédnek esküdött fel és joggyakorlatra szülővárosába ment, ahol 1842-től 1849-ig mint tiszti ügyész és városi tanácsos működött. Élénk részt vett a politikai és közművelődési ügyekben, és már ekkor barátja és pártfogója volt az íróknak és mecénása a magyar irodalomnak. Az 1848-49-es események alatt mint bizottsági tag és népfelkelési biztos tette meg hazafiúi kötelességét. Ezért a szabadságharc után üldözték, javait zár alá vették, rendőri felügyelet alá helyezték, sőt ügye a haditörvényszék elé is került; azonban befolyásos pártfogóinak közbenjárására ügye kedvező fordulatot vett és fölmentették. Kecskemétre vonult vissza, ahol több évig családjának és gazdaságának élt; minden üres idejét az irodalmi és társadalmi téren a közügyeknek szentelte.
A helyi kegyesrendi gimnázium 8 osztályúvá kiegészítése, a vidéki magyar színészet föllendülése, a takarékpénztár-egyesület és a gazdasági egyesület létesítése körül is nagy érdemei vannak. 1861-ben országgyűlési képviselővé választották. Az országgyűlés alatt (1861) Pest vármegye közönsége megválasztotta másod főügyésszé és 1867-ben első főügyésszé. Első ízben csak nyolc hónapig szolgált, mert akkor az alkotmányos Pest megyei tisztikarral együtt ő is visszalépett; másodizben pedig harmadfélévig viselte e hivatalát. Az 1865-68-as országgyűlésre Kecskemét városa részéről ismét megválasztatott képviselőnek; úgyszintén az 1869., 1872 és 1875. évi országgyűlésekre is. Mind végiglen Deák Ferencnek tántoríthatatlan híve maradt. Mind a négy országgyűlésen, mind az időközben összehívott római katolikus kongresszuson, ahová szintén megválasztották, ügybuzgalmával és tárgyszerű felszólalásaival tűnt ki; úgyszólván állandó osztályjegyző, egyes szakbizottsági és központi előadó volt.
1869. június 24-én Horvát Boldizsár igazságügyi miniszter kinevezte tanácsossá, 1875. május 19-én pedig a királyi táblához helyeztetett át tanácselnöki minőségben. 1886-ban látása megromlott, hivataláról lemondott és kedvelt szülővárosába vonult. Az általa indítványozott kecskeméti Katona József-irodalmi és társadalmi körnek elnöke, s mint ilyen tartotta meg a Katona-ünnepélyt. Már korábban kiadta Katona József Bánk bánját két ízben, és ennek jövedelmét a szerző nevéhez méltó síremlékre és mellszoborra szánta; ez összeget a vendégszereplésre megnyert pesti színészek előadásából növelte; az emlékmű létesült és szintén hozzájárult a nagy költőnek késő elismeréséhez. Közeli barátja, munkatársa, buzdítója és elősegítője volt Kecskemét jeles történetírójának, Hornyik Jánosnak.

## Írásai
Ifjúkori műveiből költeményeket és elbeszéléseket több lap közölt tőle neve alatt vagy Sólyom álnévvel, így a Rajzolatok (1838) és a Kunoss által kiadott Részvét Gyöngyei c. album (1838.); cikkei az általa szerkesztett Részvét Lapjaiban (Kecskemét, 1865. Nagy férfiaink méltatása s emlékeik megörökítése szükségeiről, Tanbeszéd felsőbb iskoláink és a nevelésügy fontosságáról, A nemzeti zene fentartási szükségéről, A részvét és különösen a hazafiúi részvét fontosságáról, Szilágyi Mihály, Frangepan Kristóf, Korvin János, Verbőczy István és alsólindvai Bánffy Jánosnak életrajza, Futó gondolatok saját neve s Széplaki, Alpár és Sólyom álnevek alatt); a Kecskeméti Lapoknak szorgalmas munkatársa volt (1869. A koldulás megszüntetéséről s azzal együttesen egy szegényekháza és kényszerdologház alakításáról, 1870. Egy pár szó Kazinczy leveleiről, Egy tekintet társulatainkra, 1871-72. Kazinczy Ferencz levelei Cserey Farkashoz, Kecskemét befásításához, Népiskoláink érdekében, Emlékezzünk régiekről, Kecskeméti tudós írók, 1873. Vezérczikkek, 1875. A kecskeméti jogakadémia most és jövendőben sat.); politikai cikkek a Pesti Naplóban (1867. 42. szám. Egy másik szó a miniszterhez, 54. szám. (Irányeszmék a tisztújításra sat.); Emlékbeszédei Katona József felett (Nemzet 1883. 106. sz. és a Kecskeméti nagy képes Naptár 1894. évf.); közölte Kazinczy Ferencz leveleit Cserey Farkashoz a Figyelőben (II-V.)

## Munkái
- Hit- és hontagadó, dráma öt felv. Kecskemét, 1848 (még jurátus korában írta)
- Borgia Lucretia, dráma három felvonásban. Ford. Hugo Victor után. Kecskemét, 1850 (Alföldi Szinműtár I.)
- Tudor Mária, dráma, Hugo Victor után ford. Kecskemét, 1850
- Phaedra, Tragoedia öt felvonásban. Racine után ford. Kecskemét,. 1851 (és Olcsó Könyvtár 1894. 339. sz.)
- Podmaniczky Balázs, eredeti szinmű. Kecskemét, 1851 (Újabb Szinműtár, melyet H. indított meg és szerkesztett, II.)
- Zaire, dráma öt felv. Voltaire után ford. Kecskemét, 1853 (Újabb Szinműtár V. és Olcsó könyvtár 340. sz.)
- Lengyelhon bukása. Történeti rajz. Raumer után ford. Kecskemét, 1860
- Emléklap a kecskeméti kegyesrendi feltanoda 1859. okt. 1. történt megnyitási ünnepélyéről. Kecskemét, 1860
- Országgyűlési beszéd. Pest, 1861
- Emlékbeszéd. Kecskemét, 1861 (Emléklap Katona József emlékszobrának 1861. máj. 20. történt leleplezési ünnepélyéről cz. gyűjteményes munkában)
- Shakspere a magyar irodalomban és színművészetben. Kecskemét, 1889 (különnyomat a Kecskeméti Lapokból)
- Vegyes művek. I. kötet. Kecskemét, 1893
- A testvérek, dráma egy felv. Göthe után ford. második kiadás. Kecskemét, 1894 (az első kiadás a Részvét Lapjaiban jelent meg)

Szerkesztette az Emléklapot a Kecskeméten 1859. okt. 27. tartott Kazinczy-ünnepélyről és kiadta a Kazinczy-alapítvány javára Kecskeméten 1860. (Ebben megnyitó beszéde a Kazinczy-ünnepélyen); a Részvét Lapjai cz. gyűjteményes munka I. kötetét 1865-ben Kecskeméten (a tiszta jövedelem a helybeli ref. főiskola s kegyesrendi főgymnasium konyvtára részére fordíttatott; II. kötete nem jelent meg.) Kiadta a Katona József Bánk bán-ját 3. és 4. kiadásban (Kecskemét, 1856 és 1860. s a szerző életrajzát írta hozzá.)